# Pesem Evrovizije 1993
Pesem Evrovizije 1993 je bil 38. izbor za Pesem Evrovizije zapovrstjo. Gostila jo je Irska, zmagovalka na izboru prejšnjega leta. Tudi na tem izboru je zmagala Irska, ki jo je zastopala pevka Niamh Kavanagh s pesmijo In your eyes. To je bila že peta irska zmaga in s tem se je Irska pridružila Franciji in Luksemburgu, ki sta bili dostlej državi z največ evrovizijskimi zmagami. Na izboru je tudi drugo mesto zasedla ista država kot leto poprej, in sicer Velika Britanija.
Izbor je potekal v mestu Millstreet in zanimivo je, da je to najmanjše mesto, ki je dotlej gostilo evrovizijski izbor. V času izbora je Millstreet štel le 1500 prebivalcev.

## Predizbor
V tem času so se v Evropi zaradi razpada Jugoslavije in Sovjetske zveze pojavile številne nove države, ki so dobile možnost sodelovanja na izboru. Zato so prvič v zgodovini Evrovizije uvedli predizbor, in sicer nasploh za države, ki naj bi na izboru nastopile prvič. Na predizboru so tako nastopile Bosna in Hercegovina, Hrvaška, Slovenija, Estonija, Madžarska, Slovaška in Romunija. Predizbor, poimenovan Kvalifikacija za Millstreet, je potekal 3. aprila v Ljubljani. Tri najbolje uvrščene države (Bosna in Hercegovina, Hrvaška, Slovenija) so nastopile na finalnem izboru.

## Rezultati
| Št. nastopa | Država               | Izvajalec                         | Pesem                                              | Uvrstitev | Točke |
| ----------- | -------------------- | --------------------------------- | -------------------------------------------------- | --------- | ----- |
| 01          | Italija              | Enrico Ruggeri                    | "Sole d'Europa"                                    | 12        | 45    |
| 02          | Turčija              | Burak Aydos                       | "Esmer Yarim"                                      | 21        | 10    |
| 03          | Nemčija              | Münchener Freiheit                | "Viel zu weit"                                     | 18        | 18    |
| 04          | Švica                | Annie Cotton                      | "Moi, tout simplement"                             | 3         | 148   |
| 05          | Danska               | Tommy Seebach Band                | "Under stjernerne på himlen"                       | 22        | 9     |
| 06          | Grčija               | Katerina Garbi                    | "Ellada, Chora Tou Fotos" (Ελλάδα, χώρα του φωτός) | 9         | 64    |
| 07          | Belgija              | Barbara Dex                       | "Iemand als jij"                                   | 25        | 3     |
| 08          | Malta                | William Mangion                   | "This Time"                                        | 8         | 69    |
| 09          | Islandija            | Inga                              | "Þá veistu svarið"                                 | 13        | 42    |
| 10          | Avstrija             | Tony Wegas                        | "Maria Magdalena"                                  | 14        | 32    |
| 11          | Portugalska          | Anabela                           | "A cidade (até ser dia)"                           | 10        | 60    |
| 12          | Francija             | Patrick Fiori                     | "Mama Corsica"                                     | 4         | 121   |
| 13          | Švedska              | Arvingarna                        | "Eloise"                                           | 7         | 89    |
| 14          | Irska                | Niamh Kavanagh                    | "In Your Eyes"                                     | 1         | 187   |
| 15          | Luksemburg           | Modern Times                      | "Donne-moi une chance"                             | 20        | 11    |
| 16          | Slovenija            | 1xBand                            | "Tih deževen dan"                                  | 22        | 9     |
| 17          | Finska               | Katri Helena                      | "Tule luo"                                         | 17        | 20    |
| 18          | Bosna in Hercegovina | Fazla                             | "Sva bol svijeta"                                  | 16        | 27    |
| 19          | Združeno kraljestvo  | Sonia                             | "Better The Devil You Know"                        | 2         | 164   |
| 20          | Nizozemska           | Ruth Jacott                       | "Vrede"                                            | 6         | 92    |
| 21          | Hrvaška              | Put                               | "Don't Ever Cry"                                   | 15        | 31    |
| 22          | Španija              | Eva Santamaría                    | "Hombres"                                          | 11        | 58    |
| 23          | Ciper                | Zimboulakis & Van Beke            | "Mi Stamatas" (Μη σταματάς)                        | 19        | 17    |
| 24          | Izrael               | Sarah'le Sharon & The Shiru Group | "Shiru" (שירו)                                     | 24        | 4     |
| 25          | Norveška             | Silje Vige                        | "Alle mine tankar"                                 | 5         | 120   |